# Bagre-cego-de-Iporanga
O Bagre-cego-de-Iporanga (Pimelodella kronei) é uma espécie de peixe da família Heptapteridae.
É endémica do Brasil.